# 足立紀尚
足立 紀尚（あだち のりひさ、1965年11月20日 - ）は、日本のノンフィクションライター。

## 人物
兵庫県生まれ。明治大学文学部(西洋史専攻)を卒業。1989年、毎日新聞社に入社し、鳥取支局と高知支局に勤務。退職して北陽高等学校(現・関西大学北陽中学校・高等学校)の教諭となり、日本史と世界史を受け持つ。退職後、ノンフィクションライターとしての活動を開始する。2008年、一橋大学大学院社会学研究科に入学し、のち修士課程退学。

## 著書
- 『幸福な定年後』(晶文社、2002年6月)
- 『修理 仏像からパイプオルガンまで』(ポプラ社、2004年5月 / 中公文庫、2007年6月)
- 『牛丼を変えたコメ 北海道「きらら397」の挑戦』(新潮新書、2004年8月)
- 『通になりたい 華やぎの遊び〈金の巻〉』(ポプラ社、2006年2月)
- 『通になりたい 渋好みの遊び〈銀の巻〉』(ポプラ社、2006年2月)
- 『定年後のただならぬオジサン』(中公新書ラクレ、2006年11月)
- 『裏方名人』(河出書房新社、2006年12月)
- 『プロフェッショナルな修理』(中央公論新社、2007年3月 / 中公文庫、2011年1月)
- 『極楽の日本語』(河出書房新社、2007年12月)
- 『シニアライフ入門 「第二の人生」の生活術』(鹿砦社、2018年4月)

## メディア出演
- 文化放送ラジオ「浜美枝のいつかあなたと」2004年7月4日
- 文化放送ラジオ「吉田照美のやる気MANMAN」2004年8月23日
- NHK教育テレビ「ETV特集 うまいコメが食べたい」2004年11月27日
- NHKラジオ「いきいきホットライン～＜やめどき＞どう考えますか?」2006年12月13日